# NGC 3408
NGC 3408 (również PGC 32616 lub UGC 5977) – galaktyka spiralna (Sc), znajdująca się w gwiazdozbiorze Wielkiej Niedźwiedzicy. Odkrył ją William Herschel 8 kwietnia 1793 roku.